# George Pickett
George Edward Pickett (Richmond (Virginia), 16 januari 1825 - Norfolk, 30 juli 1875) was een Amerikaans militair, bekend geworden van Pickett's Charge tijdens de Slag bij Gettysburg.

## Vroege jaren
George Edward Pickett werd geboren op 16 januari 1825 boven de winkel van zijn grootvader in Richmond, Virginia. Hij was het oudste van acht kinderen van Robert en Mary Pickett. Zijn ouders hadden Engelse en Hugenoten voorouders. Hij was de neef van een andere toekomstige Zuidelijke generaal Henry Heth. Hij bracht zijn jeugd door op het landgoed van zijn familie in Turkey Island. 
In de jaren 1840 werkte hij een tijdje als bediende in het advocatenkantoor van zijn oom Andrew Johnston in Quincy, Illinois. Hij begon zijn rechtenstudies in Springfield, Illinois maar werd op zeventienjarige leeftijd toegelaten tot de United States Military Academy in West Point. Hij werd voorgedragen door John T. Stuart, een congreslid van Illinois, die een vriend was van zijn oom en een zakenpartner van Abraham Lincoln.
Pickett was populair onder zijn mede-kadetten. Hij spookte graag kattekwaad uit en was altijd te vinden om anderen te foppen. Hij was geen ambitieuze cadet en deed net genoeg om te slagen in zijn jaar. Uiteindelijke studeerde hij in 1846 af als laatste van zijn klas op de 59ste plaats. Ook zijn neef Henry Heth zwaaide af als de laatste in zijn klas een jaar later.

## Militaire loopbaan in het United States Army
Op 1 juli 1846 werd Pickett benoemd als tweede luitenant in het 8th Infantry Regiment. Hij zou in de Mexicaans-Amerikaanse oorlog bekendheid verwerven door zijn acties tijdens de Slag om Chapultepec in september 1847. Tijdens de bestorming van de muren nam Pickett de regimentsvlag over van zijn gewonde vriend, luitenant James Longstreet. Pickett bereikte de muur, vocht zich een weg naar het paleis en plantte de vlag op het dak. Het vijandelijk garnizoen gaf zich daarop snel over. Hij werd bevorderd tot gebrevetteerd kapitein op 13 september 1847 voor zijn heldenmoed.
Na de oorlog diende hij in de garnizoensforten in Texas en werd op 28 juni 1849 bevorderd tot eerste luitenant. Op 3 maart 1855 werd hij gepromoveerd tot kapitein en deed dienst bij het 9th Infantry Regiment. In 1853 daagde Pickett Winfield S. Hancock uit tot een duel hoewel ze elkaar slechts kort gezien hadden. Hancock weigerde hierop in te gaan omdat hij het niet meer van deze tijd achtte.
In januari 1851 huwde hij met Sally Harrison Minge. Ze was de dochter van Dr. John Minge uit Virginia. In november van hetzelfde jaar overleed Sally in het kraambed in Fort Gates in Texas.
Daarna diende Pickett in het Washingtonterritorium. In 1856 overzag hij de bouw van Fort Bellingham in het hedendaagse Bellingham. Daar liet hij een huis bouwen die vandaag nog altijd bestaat. Pickett House is het oudste huis die nog op zijn originele funderingen staat in het noordwesten van de Verenigde Staten. Hij huwde daar een inheemse Amerikaanse vrouw van de Haida, "Ochtend mist”. Samen kregen ze een zoon, James Tilton Pickett (1857-1889). Ze overleed enkele maanden later. "Jimmy" Pickett werd later een illustrator voor kranten. Hij overleed op 32-jarige leeftijd aan de gevolgen van tuberculose in Portland, Oregon.
In 1859 werd Pickett naar het garnizoen van San Juan Island gestuurd waar hij het bevel kreeg van Company D, 9th US Infantry. Er waren daar problemen ontstaan tussen lokale boeren en de Hudson's Bay Company. Het conflict, die de Pig  War zou genoemd worden, begon toen een boer, Lyman Cutler, een big doodschoot nadat het verschillende keren in zijn tuin had binnengebroken. De big was eigendom van de Hudson's Bay Company. En hoewel Culter de schade wou vergoeden door te betalen voor het varken, was de Hudson's Bay Company niet tevreden. De maatschappij stond erop dat Cutler voor een Britse magistraat zou gebracht worden om te oordelen. Dit was het begin van een territoriaal dispuut. Als antwoord op versterke Amerikaanse aanwezigheid, aangevoerd door Pickett, stuurden de Britten een oorlogsschip en 1.000 soldaten naar het gebied. De Britse bevelhebber, kapitein Geoffrey Phipps Hornby (H.M.S. 'Tribune', 30 kanonnen), eiste dat Pickett en zijn soldaten zouden vertrekken. Pickett weigerde en de Britse officier keerde terug naar zijn frigat en dreigde ermee om zijn troepen aan land te zetten. Pickett stelde zijn strijdmacht van 68 soldaten op het strand op in slaglinie om de landing te voorkomen."Wees niet bang van hun grote kannonen" zie hij tegen zijn soldaten, "We zullen er een Bunker Hill van maken." Picketts aanwezigheid voorkwam een landing, ook omdat de Britten orders hadden gekregen om een confrontatie met Amerikaanse troepen te vermijden. Niemand wou een oorlog starten voor een varken en de initiële spanningen verminderen. President James Buchanan stuurde generaal Winfield Scott om tot een vergelijk te komen.

## De Amerikaanse Burgeroorlog

### Confederate States Army
Na de Aanval op Fort Sumter en de oproep van president Abraham Lincoln om 75.000 vrijwilligers te bewapenen om de Zuidelijke rebellie neer te slaan, beslisten de vertegenwoordigers van Virginia en drie andere Zuidelijke staten om uit de Unie te stappen. Toen hij het nieuws vernam vertrok de in Virginia geboren Pickett vanuit San Juan Island naar Bellingham, Washington om zijn ontslag in te dienen. Zijn bevelhebber vertelde hem dat hij dit diende te doen in Washington D.C.. Dus nam Pickett de boot naar Fort Steilacoom om daar een packetboot naar Panama te kunnen nemen. Daar aangekomen reisde hij 60 km naar de andere kant van de landengte tot in Colon om daar een boot naar Richmond te nemen.. In Richmond nam hij dienst in het Confederate States Army en reisde nog door naar Washington D.C. om zijn ontslag in te dienen bij het U.S. Army. Hij bereikte zijn eindbestemming op 25 juni 1861. Hij keerde terug naar zijn thuisstaat en werd al snel benoemd tot kolonel in het departement van generaal-majoor Theophilus H. Holmes. Dankzij Holmes werd Pickett op 14 januari 1862 bevorderd tot brigadegeneraal.

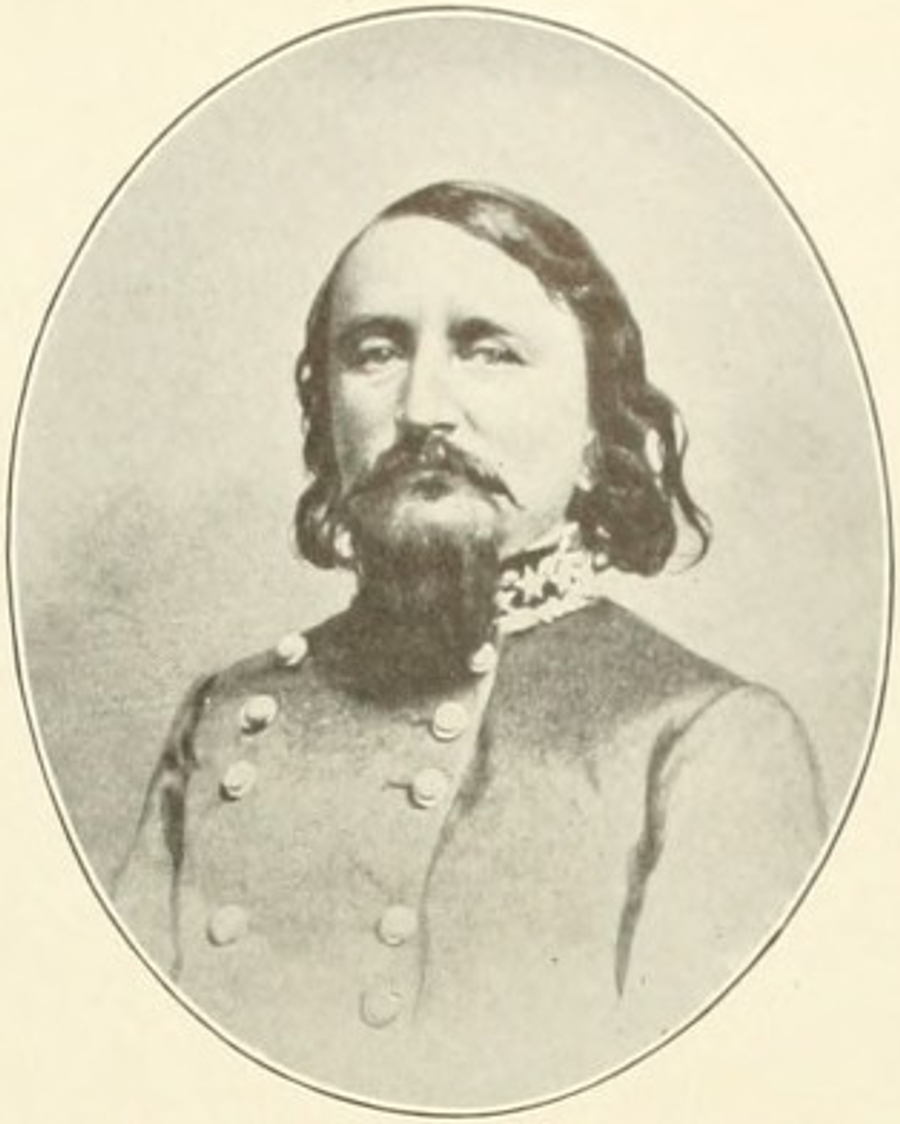
Generaal-majoor George E. Pickett

Pickett was een kleurrijk figuur. Hij reed op een pikzwart paard met de naam "Old Black" en droeg een blauwe mantel en een stijlvol uniform van hoge kwaliteit. Zijn uniform had een dubbele rij goudgekleurde knoppen en aan zijn gepoetste laarzen droeg hij gouden sporen. Zijn snor en haardos waren altijd mooi gekapt en geparfumeerd.
Zijn eerste gevechtservaring tijdens de burgeroorlog vond plaats tijdens de Schiereilandveldtocht. Hij had het bevel over een brigade en nam deel aan de veldslagen bij Williamsburg en Seven Pines waarbij hij telkens geprezen werd door zijn bevelhebbers. Tijdens de Gaines' Mill leidde hij zijn troepen in de aanval en werd hij van zijn paard geschoten. Hij krabbelde weer recht en leidde zijn soldaten te voet verder. Een tweede aanval van zijn brigade brak door de Noordelijke linies. Hoewel de wonde aan zijn schouder niet fataal was, was hij toch drie maanden buiten strijd.
Toen Pickett na de Slag bij Antietam in september 1862 zich opnieuw aanmeldde voor actieve dienst, kreeg hij de leiding over een divisie, die uit twee brigades bestond, in het korps van zijn oude kennis generaal-majoor James Longstreet. Op 10 oktober werd Pickett bevorderd tot generaal-majoor en kort daarna werd zijn divisie uitgebreid tot vijf brigades. Deze stonden onder leiding van Richard B. Garnett, James L. Kemper, Lewis Armistead, Montgomery D. Corse en Micah Jenkins. Zijn divisie zag weinig actie tijdens de Slag bij Fredericksburg in december.

### Suffolk en een nieuwe relatie
Longstreet en twee van zijn divisies (onder leiding van Pickett en John Bell Hood) werden in april 1863 gedetacheerd van het Army of Northern Virginia en naar Suffolk gestuurd. Hierdoor misten ze de Slag bij Chancellorsville.
Tijdens hun verblijf rond Suffolk, werd Pickett verliefd op LaSalle "Sallie" Corbell (1843–1931). Tussen zijn taken door probeerde hij zoveel bij haar te zijn. Longstreet was niet opgezet met de voortdurende afwezigheden van één van zijn divisiecommandanten. Daarop vroeg Pickett toestemming aan de chefstaf van Longstreet, Moxley Sorrel, om haar te mogen bezoeken. Sorrel stuurde hem door naar Longstreet, maar Pickett vertrok opnieuw zonder toestemming gekregen te hebben.
Ze huwden op 13 november 1863 en kregen samen twee kinderen. George Edward Pickett Jr. werd geboren op 17 juli 1864. David Corbell Pickett werd geboren in 1865 of 1866. Davis overleed in 1873 of 1874 aan de gevolgen van de mazelen.

### Gettysburg and Pickett's Charge

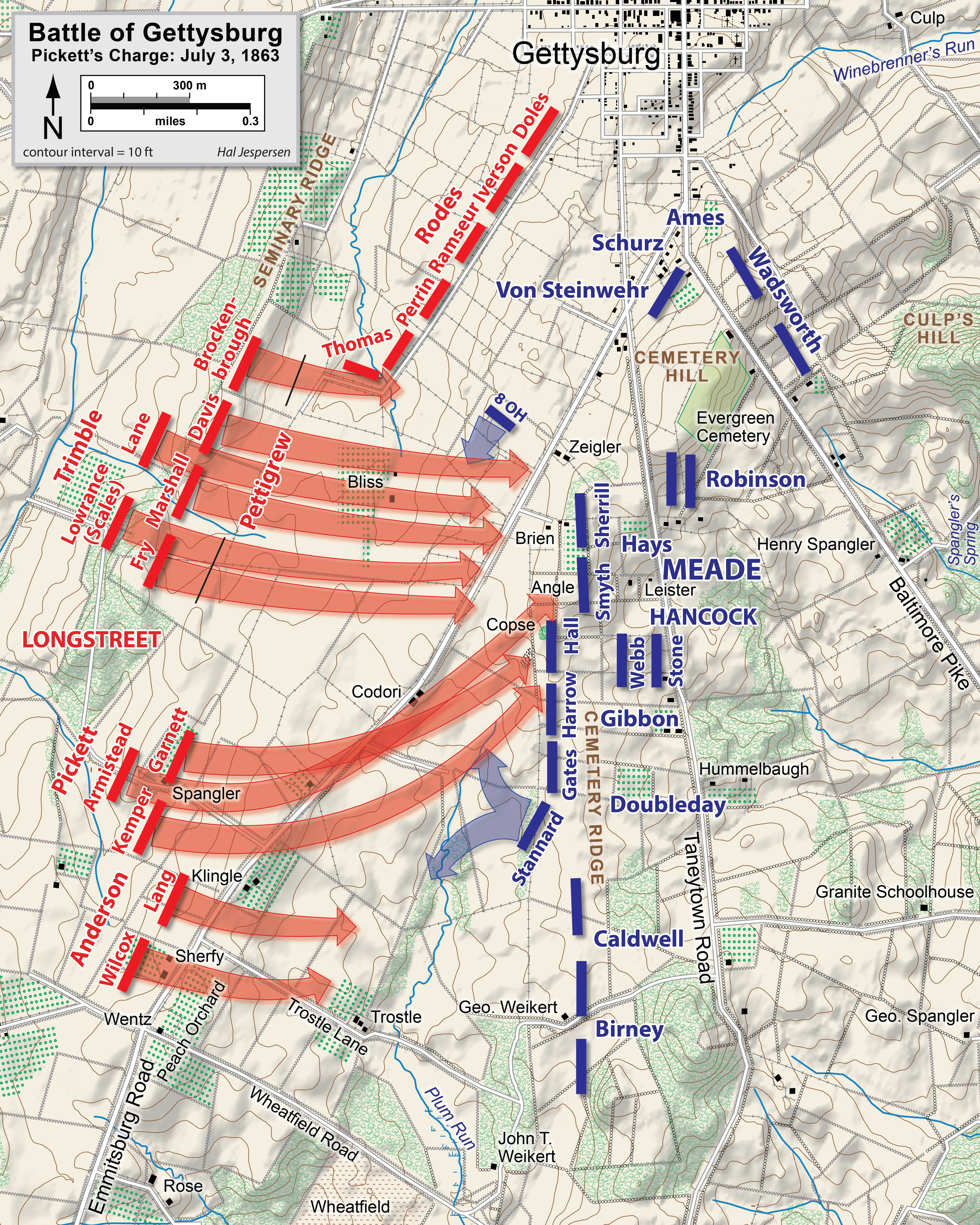
Pickett’s Charge tijdens de derde dag van de Slag bij Gettysburg op 3 juli 1863
Zuidelijken
Noordelijken

Tijdens de Slag bij Gettysburg arriveerde Picketts divisie op het slagveld in de loop van de avond van de tweede dag op 2 juli 1863. Hij had drie brigades bij zich. Corse was gedetacheerd naar Virginia en die van Jenkins was overgebracht naar een andere divisie. Zijn opmars was vertraagd omdat ze de Zuidelijke communicatielijnen bij Chambersburg, Pennsylvania hadden beschermd. Na twee dagen van strijd was het Army of Northern Virginia onder leiding van generaal Robert E. Lee er niet in geslaagd om het Noordelijke Army of the Potomac te verdrijven van de heuvels ten zuiden van Gettysburg. Op 3 juli wou Lee een grote frontale aanval uitvoeren op het vijandelijke centrum. Hij ging ervan uit dat het centrum ten koste van de twee flanken verzwak was. Longstreet kreeg het bevel om drie divisies te positioneren voor de aanval. Twee divisies van het korps van luitenant-generaal A.P. Hill. Deze werden aangevoerd door J. Johnston Pettigrew en generaal-majoor Isaac R. Trimble en hadden op 1 juli al strijd geleverd. En de frisse divisie van Pickett uit Longstreets korps. Het vijandelijke centrum werd bemand door het II Corps onder leiding van generaal-majoorWinfield S. Hancock. Hoewel Longstreet technisch het commando over de aanval voerde, kreeg de aanval toch de naam "Pickett's Charge". Een deel van de naamgeving en mythologie rond de aanval vindt zijn oorsprong in de verslaggeving. Pickett was de enige generaal-majoor die uit Virginia afkomstig was en de kranten uit Virginia speelden hier gretig op in.
Na een artilleriebarrage van bijna twee uur rukten de drie divisies op richting Cemetery Ridge. Pickett riep naar zijn soldaten: "Sta op en beman je posten! Laat niemand vergeten dat jullie van het oude Virginia zijn." Picketts divisie, met de brigades van Armistead, Garnett en Kemper vormden de rechterflank van de aanval. Ze werden gedecimeerd door kanonvuur en salvo’s van geconcentreerd musketvuur. De brigade van Armistead geraakte het verst maar Armistead zelf viel dodelijk gewond neer op een zucht van de Noordelijke stellingen achter een stenen muur. De andere divisies hadden meer moeite om vooruit te komen en kon het succes van Armistead niet uitbuiten. De meeste van Armisteads soldaten sneuvelden of werden gevangen genomen.

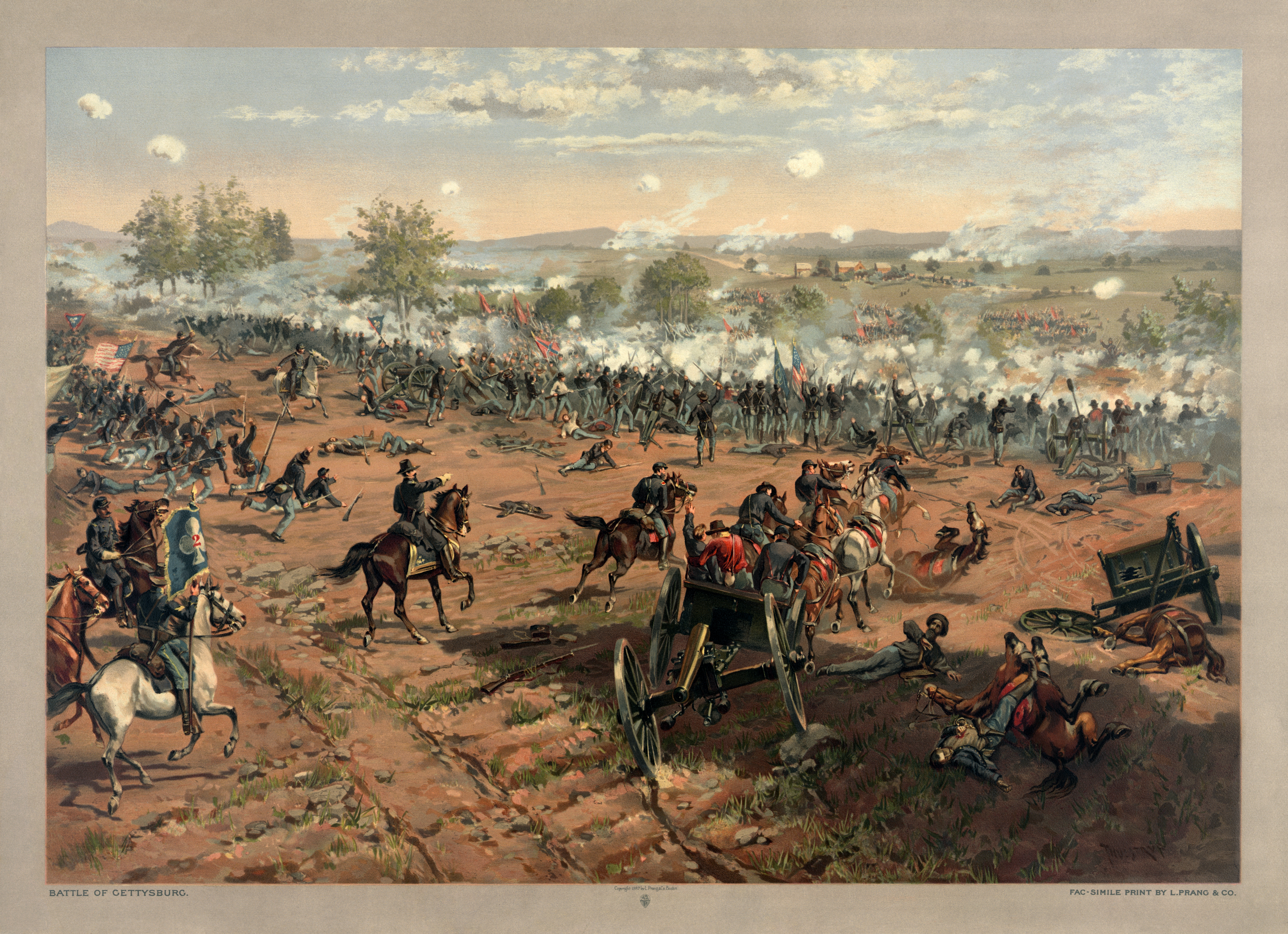
Thure de Thulstrups Slag bij Gettysburg met Pickett's Charge.

De aanval werd een bloedbad. Terwijl de Noordelijken 1.500 slachtoffers telden, liepen de Zuidelijke verliezen op tot 6.000 soldaten. Meer dan 50 % van de aanvalssterkte was gewond geraakt of gesneuveld. Zijn eigen divisie die 5.500 soldaten telde, verloor 224 gesneuvelden, 1.140 gewonden en 1.499 vermisten. Drie van zijn brigadecommandanten en alle dertien van zijn regimentscommandanten waren slachtoffers. Kemper was gewond, Garnett en Armistead sneuvelden. Trimble verloor een been en Pettigrew raakte gewond aan zijn hand en zou tijdens de terugtocht naar Virginia eveneens sneuvelen.
Terwijl de resterende soldaten terug strompelden naar de Zuidelijke hoofdlinie bij Seminary Ridge, vreesde Lee voor een Noordelijke tegenaanval en probeerde zijn eigen centrum te versterken. Pickett was ontroostbaar door alle verliezen. Toen Lee Pickett het bevel gaf om zijn divisie te hergroeperen antwoorde Pickett dat hij geen divisie meer had.

### North Carolina
Na de slag bij Gettysburg kreeg Pickett het commando over het Departement of Southern Virginia and North Carolina. Hij kreeg in februari 1864 het bevel om New Bern in North Carolina te heroveren op de Noordelijken. De daaropvolgende Slag bij New Bern resulteerde in een Zuidelijke nederlaag. 

### Overlandveldtocht en de Richmond-Petersburgveldtocht
Na zijn nederlaag bij New Bern diende Pickett als bevelhebber van een divisie die de defensieve stellingen rond Richmond bemande. Toen generaal P.G.T. Beauregard er in geslaagd was om de Noordelijken onder leiding van generaal-majoor Benjamin Butler te neutraliseren tijdens de Bermuda Hundred-veldtocht werd Picketts divisie terug naar generaal Lee gestuurd om hem te ondersteunen tijdens de Overlandveldtocht. Pickett arriveerde net op tijd voor de Slag bij Cold Harbor waar zijn divisie een defensieve stelling innam in het centrum van de Zuidelijke slaglinie. Zijn divisie nam eveneens deel aan de Richmond-Petersburgveldtocht.

### Slag bij Five Forks
Toen het Army of Northern Virginia het pleit bijna had verloren tijdens de Richmond-Petersburgveldtocht probeerde generaal Robert E. Lee een weg open te houden om de restanten van zijn leger in veiligheid te brengen. Generaal-majoor Pickett kreeg het bevel om het strategisch belangrijk kruispunt van Five Forks, waar het Zuidelijke leger zou langskomen, ten alle koste in handen te houden. Naast zijn eigen divisie kreeg Pickett de cavaleriedivisies van de generaals-majoor William Henry Fitzhugh Lee en Thomas L. Rosser tot zijner beschikking. Op 1 april vielen de Noordelijken het kruispunt van Five Forks aan. Generaal-majoor Philip Sheridan had het V Corps, onder leiding van generaal-majoor Gouverneur K. Warren, en het Cavalry Corps, onder leiding van brigadegeneraal Wesley Merritt om de weg vrij te maken. Pickett, W.H.L. Lee en Rosser waren op het moment van de aanval in de achterhoede zonder dat de andere officieren hen konden bereiken. De Noordelijken braken door de Zuidelijke linkerflank terwijl de cavalerie de rest van de Zuidelijke slaglinie vastpinde. Toen Pickett en zijn collega’s doorhadden wat er gebeurde was het kwaad reeds geschied. Toen Lees leger de defensieve stellingen rond Petersburg en Richmond moest verlaten na de Derde Slag bij Petersburg was één van zijn ontsnappingsroutes in vijandelijke handen gevallen.

### Appomattox
Op 9 april had Pickett het bevel over de restanten van zijn divisie, die niet groter was dan een brigade, tijdens de Slag bij Appomattox Courthouse, waarbij het Army of Northern Virginia een laatste uitbraakpoging ondernam om te ontsnappen aan de wurggreep van het Noordelijke leger. De uitbraakpoging mislukte en Lee capituleerde. Pickett werd samen met het leger gevangen genomen, maar werd al op 12 april 1865 vrijgelaten.

## Na de oorlog
Pickett werd beschuldigd van de executie van 22 Noordelijke soldaten bij New Bern. Om te ontsnappen aan een proces vluchtte hij samen met zijn vrouw naar Canada. Ze verbleven er bijna een jaar tot Pickett te horen kreeg dat het onderzoek, op verzoek van Ulysses S. Grant, wed stop gezet. Pickett keerde terug in 1866 en vond werk als verzekeringsagent in Norfolk, Virginia. Op 23 juni 1874 kreeg Pickett een volledige amnestie.

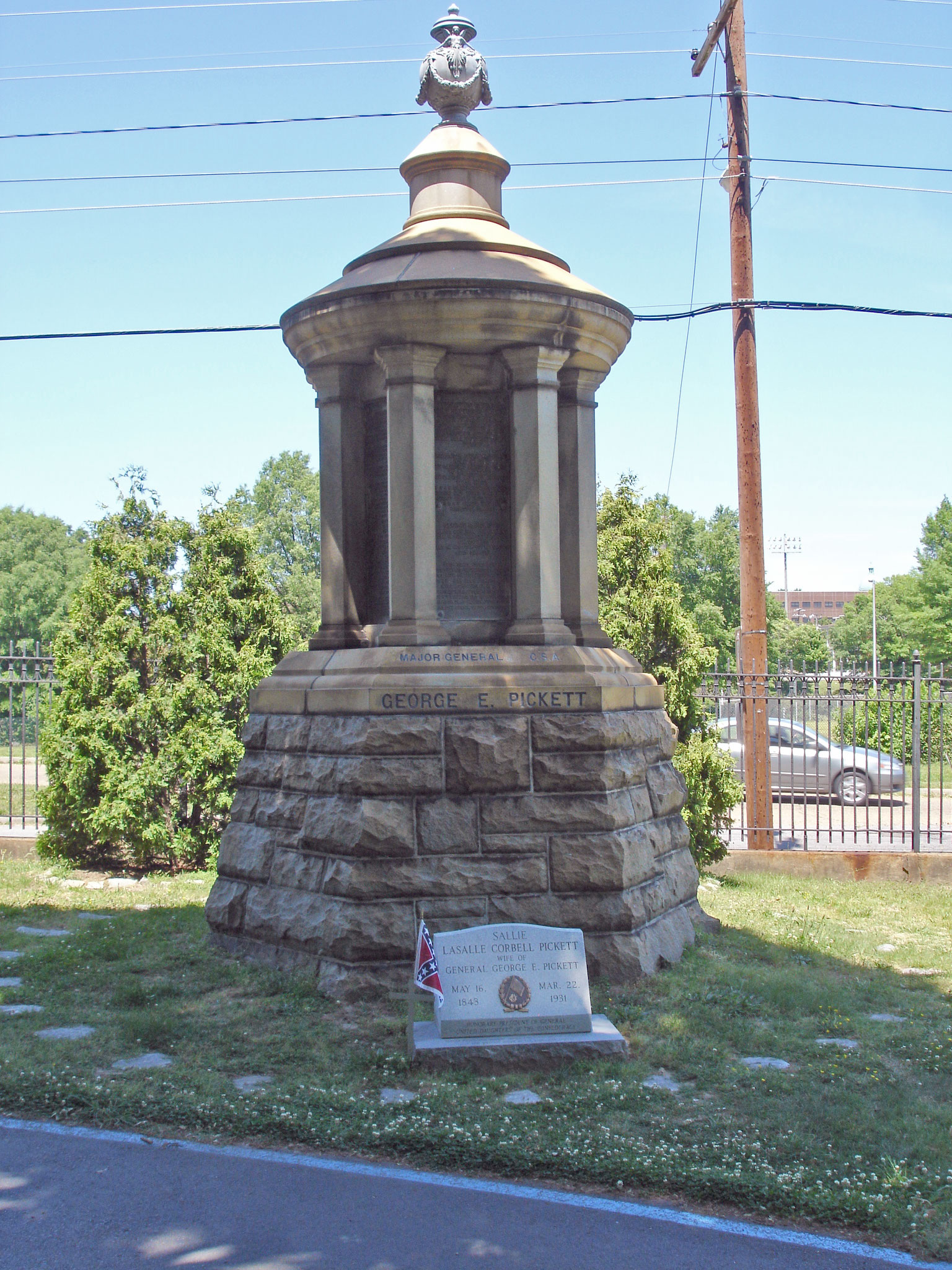
Picketts herdenkingsmonument in de omgeving van zijn graf

Hij overleed op 30 juli 1875 in Norfolk, Virginia. De doodsoorzaak was een leverabces. Hij werd uiteindelijk begraven in het Hollywood Cemetery,  Richmond, Virginia, Verenigde Staten. Er zouden meer dan 40.000 mensen langs de route gestaan hebben waarlangs zijn kist passeerde en 5.000 personen stapten mee in de begrafenisstoet. Op 5 oktober 1888 werd een herdenkingssteen opgericht in de nabij van het graf, maar niet de exacte locatie waardoor de juiste plaats van zijn graf onbekend is. LaSalle Corbell Pickett zou haar man 55 jaar overleven en overleed op 12 maart 1931. 

## Militaire loopbaan
- Cadet:
- Brevet Second Lieutenant (USA): 1 juli 1846[1]
- Second Lieutenant (USA): 3 maart 1847[51]
- Brevet First Lieutenant (USA): 20 augustus 1847[1]
- First Lieutenant (USA): 28 juni 1849[51]
- Brevet Captain (USA): 13 september 1847[1][51]
- Captain (USA): 3 maart 1855[51]
- Ontslag USA: 25 juni 1861[51]
- Captain (CSA):[1]
- Major (CSA):[1]
- Colonel (CSA):[1]
- Brigadier General (CSA): 14 januari 1862[1]
- Major General (CSA): 10 oktober 1862[1]